# Shi 360
Shai Haddad (hébreu : שי חדד) né le 19 juillet 1976, connu en tant que Shi 360 (hébreu : שי 360) est un rappeur israélien et DJ. Il fait partie du label TACT Records. Il est originaire du Maroc et parle français, anglais, hébreu, et probablement arabe.[pas clair]

## Biographie
Né d'un père tunisien et d'une mère marocaine, il passe son enfance à Haifa (Israël) jusqu'à ce qu'il déménage avec sa famille pour Montréal, Canada lorsqu'il a 12 ans. Le déménagement est difficile pour Shai, il doit faire face à une nouvelle langue et à l'antisémitisme, ce qu'il explique dans son album solo.[Lequel ?] Lors d'une visite en Israël en 1997, Shai rencontre Kobi Shimoni, un autre jeune adulte à s'intéresser au rap. Ils deviennent amis et Shai commence à travailler comme DJ dans le club de Kobi Shimoni. Il donne aussi à Kobi son nouveau nom d'artiste, Subliminal.
À la fin de ses études à la Concordia University au Canada, Shai réalise son premier single underground, Linguistiks puis son premier album solo anglophone, Chapters. Plus tard il décide de faire son aliyah. Ainsi son nom SHI 360 est devenu une réalité. SHI est une acronyme pour Supreme Hebrew Intellect. 360 représente le tour qu'il a fait pour retourner en Israël.
Son rapprochement avec Subliminal lui fait enregistrer son premier album en hébreu sous le label TACT Records.
Emet Records est le propre label de SHI 360. Il l'appelle « Le futur d'Israël pour le Hip Hop ». Les artistes d'Emet Records sont : Shi 360, Liri, Sky, Hai et Yamanz, un groupe de deux artistes, Zadok Garame et Yuval "Juv" Vahab, et un rappeur Avi "Nesher" Meir, "Nesh". Avi "Nesher" Meir est l'un des "Israel's Architects of Hip Hop".

## Discographie

### Albums studio

#### Solo
- Chapters
- Hai (hébreu : חי, "Vie") (2005)

#### Avec TACT (Tel-Aviv City Team)
- TACT All-Stars (hébreu : תאקט אול סטארז, "TACT All-Stars") (2004)

### Singles

#### Avec TACT

##### Non-album singles
- Shir Shel Rega Ehad (hébreu : שיר של רגע אחד, "Chanson pour un moment") (2005)
- Home (hébreu : הום, "Maison") featuring participants de Birthright Israel (2006)

##### De TACT All-Stars
- Prahim ba'Kaneh (hébreu : פרחים בקנה, "Fleurs dans un Barrel") (2004)
- Peace in the Middle East (hébreu : שלום במזרח התיכון, "Paix aux Proche-Orient") (2004)
- Tinainai (hébreu : טינאינאי, "Tinainai") (2004)

#### Solo

##### Non-album singles
- Linguistiks
- Rikud HaShvatim (2009)
- Mi Ze? ft. Subliminal & Michael HarPaz (2009)

##### Hai
- Yasso (hébreu : יאסו, "Yasso") (2005)
- Kabel (hébreu : קבל, "Prends-le") (2005)
- 360 ([hébreu : 360, "360") (2005)
- Shvor et haDmama (hébreu : שבור את הדממה, "Brise le silence") (2005)